# J. J. Jegede

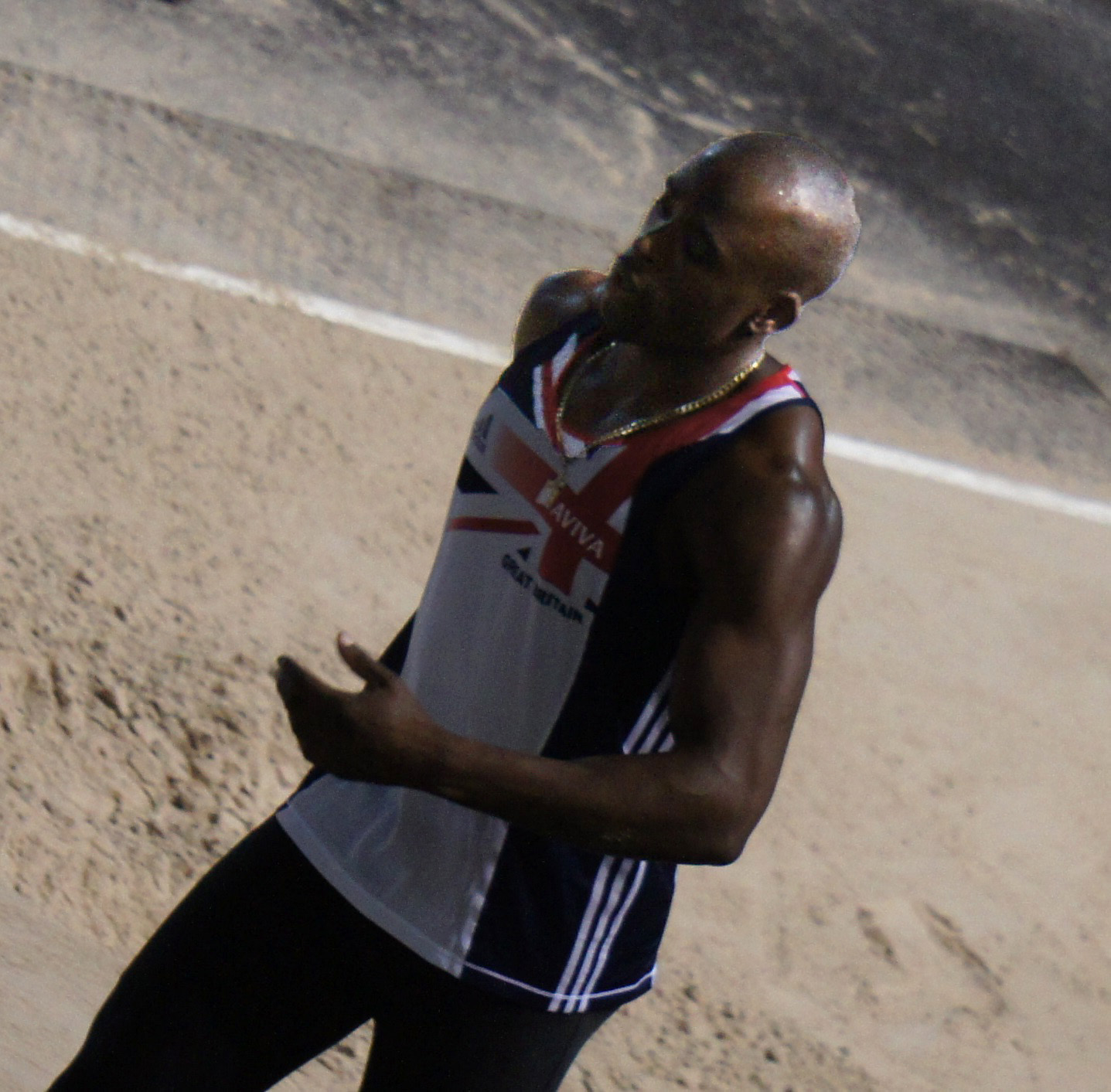
J. J. Jegede 2013

J. J. Jegede (* 3. Oktober 1985) ist ein britischer Weitspringer.
Bei den Europameisterschaften 2012 in Helsinki wurde er Vierter.
2014 wurde er bei den Commonwealth Games in Glasgow für England startend Siebter und bei den Europameisterschaften in Zürich Neunter.
2014 wurde er Britischer Meister, 2012 sowie 2014 Britischer Hallenmeister und 2010 sowie 2011 Englischer Meister.

## Persönliche Bestleistungen
- Weitsprung: 8,11 m, 13. Juli 2012, London
  - Halle: 8,04 m, 18. Februar 2012, Birmingham